# Linda Hallin
Linda Sofia Kristina Hallin, född 14 mars 1996, är en svensk fotbollsspelare som spelar för Eskilstuna United.

## Klubbkarriär
Hallin började spela fotboll i IFK Kumla som sexåring. Hon gick som 13-åring till KIF Örebro. Hallin debuterade för klubben i Damallsvenskan 2011.
Den 17 mars 2018 värvades Hallin av Hammarby IF. Under 2018 spelade hon även på lån i Södersnäckornas BK. Säsongen 2019 spelade Hallin 16 matcher och gjorde 14 mål för Sköllersta IF i Division 2.
Den 2 december 2019 värvades Hallin av AIK. I december 2021 förlängde hon sitt kontrakt i AIK med ett år. I november 2022 förlängde Hallin återigen sitt kontrakt med ett år.
I februari 2024 skrev Hallin på för Eskilstuna United.

## Landslagskarriär
Linda Hallin debuterade i Sveriges U17-landslag mot Finland i kvalspelet till U17-EM 2012 och hon representerade Sverige i U19-EM i Israel 2015.